# Phaeosphaeria consobrina
Phaeosphaeria consobrina är en svampart som tillhör divisionen sporsäcksvampar, och som först beskrevs av Petter Adolf Karsten, och fick sitt nu gällande namn av Ove Erik Eriksson. Phaeosphaeria consobrina ingår i släktet Phaeosphaeria, och familjen Phaeosphaeriaceae. Arten är reproducerande i Sverige.